# Bernd Großmann
Bernd Großmann (* 14. Dezember 1947 in Dürrröhrsdorf; † 20. September 2005 in Dresden) war ein deutscher Leichtathletiktrainer.

## Leben
Bernd Großmann studierte an der Deutschen Hochschule für Körperkultur (DHfK) in Leipzig. Er war aktiver Stabhochspringer und Mehrkämpfer. Nach der Beendigung seines Studiums 1971 engagierte sich der Diplom-Sportlehrer zunächst als Leichtathletiktrainer beim SC Chemie Halle. 1980 wechselte er nach Dresden. Er betreute beim SC Einheit Dresden wie auch später beim Dresdner SC die Mehrkämpfer und Springer.
Bernd Großmann starb nach langen schweren Krebsleiden.

## Erfolge
Die größten Erfolge erreichte er mit André Reichelt, der 1981 Junioreneuropameister im Weitsprung (8,13 m) wurde. Ramona Raulf-Neubert gewann bei den Weltmeisterschaften in Helsinki 1983 im Siebenkampf den Weltmeistertitel und hatte im gleichen Jahr ihren Weltrekord verbessert. Im Jahr 1987 belegte Marion Reichelt bei den Weltmeisterschaften den sechsten Rang im Siebenkampf. Außerdem betreute er auch Zehnkämpfer Dirk Adam und Weitspringer Christian Helm.
Mit dem behinderten Speerwerfer Sven Conrad wurde er Internationaler Deutscher Meister 1994, 1996, 1998, 1999, 2000 und deutscher Rekordhalter mit 39,46 m. Sven Conrad belegte bei den Paralympics 2000 einen fünften Platz im Speerwurf. Mit Siena Christen, einer behinderten Sportlerin in den Disziplinen Kugelstoßen und Diskuswurf sowie Judo wurde er internationaler Deutscher Meister 2000 im Kugel und Diskus, Internationaler Deutscher Meister im Judo von 1994 bis 2000 sowie Weltmeister 1995, Europameister 1995, 1997, 1999. Bei den Paralympics 2000 erkämpfte Siena Christen die Bronzemedaille im Kugelstoßen mit einer Weite von 10,77 m.